# Ludus Académie
Ludus Académie est une école supérieure privée de formation au développement du jeu vidéo et du jeu sérieux située à Strasbourg et depuis 2013 à Bruxelles, première école consacrée au Jeu sérieux.
Le 12 août 2022, Ludus Académie est placée en liquidation judiciaire, mais depuis le 15 octobre 2022, l'école a repris son activité.
L'ouverture de la formation initiale a été annoncée par Ludus Institut en mars 2012,,.